# Вулька-Гижненська
Вулька-Гижненська (пол. Wólka Hyżneńska) — село в Польщі, у гміні Гижне Ряшівського повіту Підкарпатського воєводства.
Населення — 721 особа (2011).
У 1975-1998 роках село належало до Ряшівського воєводства.

## Демографія
Демографічна структура станом на 31 березня 2011 року:
|          | Загалом | Допрацездатний вік | Працездатний вік | Постпрацездатний вік |
| -------- | ------- | ------------------ | ---------------- | -------------------- |
| Чоловіки | 360     | 90                 | 235              | 35                   |
| Жінки    | 361     | 107                | 192              | 62                   |
| Разом    | 721     | 197                | 427              | 97                   |